# Olga Chodatajewa
Olga Pietrowna Chodatajewa (ros. Ольга Петровна Ходатаева, ur. 26 lutego 1894 w Moskwie, zm. 10 kwietnia 1968 tamże) – radziecka reżyserka filmów animowanych, scenarzystka oraz animatorka.

## Życiorys
W 1918 roku ukończyła Moskiewską Szkołę Malarstwa, Rzeźby i Architektury. Pracowała jako grafik. Od 1924 roku działała w animacji. Pracowała w fabrykach Mieżrabpom-Rus, Sowkino (Sojuzkino, Mosfilm). Początkowo pracowała z bratem Nikołajem Chodatajewem, w latach 1927–1932 razem z nim oraz siostrami Walentyną i Zinaidą Brumberg. W latach 1936–1960 była reżyserem studia Sojuzmultfilm. Wiele filmów nakręciła we współpracy z animatorem i reżyserem Piotrem Nosowem. Od 1954 roku pracowała razem z Leonidem Aristowem. Była członkiem rady artystycznej Sojuzmultfilm.

## Wybrana filmografia
- 1925: Chiny w ogniu (Китай в огне)
- 1928: Chłopiec z Syberii (Самоедский мальчик)
- 1937: Died Moroz i sieryj wołk (Дед Мороз и серый волк)
- 1938: Mały Muck (Маленький Мук)
- 1938: Malczik-s-palczik (Мальчик-с-пальчик)
- 1941: Żurnal Sojuzmultfilmu nr 2/1941 (Журнал Союзмультфилма Но.2/1941)
- 1942: Kino-Cyrk (Кино-Цирк)
- 1945: Tieriemok (Теремок)
- 1946: U stracha głaza wieliki (У страха глаза велики)
- 1948: Noc noworoczna (Новогодняя ночь)[2]
- 1949: Opowieść starego dębu (Сказка старого дуба)
- 1950: Cudowny młyn (Чудо мельница)
- 1951: Opowieść z tajgi (Таёжная сказка)
- 1952: Sarmiko (Сармико)
- 1953: O dzielnej Oleńce i jej braciszku (Сестрица Алёнушка и братец Иванушка)
- 1954: Słomiany byczek (Соломенный бычок)
- 1954: Skarb jeżyka (Три мешка хитростей)
- 1960: Zołotoje pieryszko (Золотое перышко)